# 富樫豊弘
富樫 豊弘（とがし とよひろ）は、戦国時代の武将。
富樫氏26代当主・富樫晴貞の三男として誕生。
元亀元年（1570年）、織田信長に呼応して本願寺勢力と敵対する。居城・野々市城に拠り父・晴貞らと共に一向一揆と戦うが敗れ、晴貞は大乗寺へと逃れ、長兄・富樫晴友は越中へと脱出するが、豊弘は野々市に残り、襲ってくる一向一揆相手に衆寡敵せず討死した。